# Warren Zaïre-Emery
Warren Zaïre-Emery (Montreuil, 8 de marzo de 2006) es un futbolista francés que juega en la demarcación de centrocampista para el Paris Saint-Germain F. C. de la Ligue 1.

## Trayectoria
Tras empezar a formarse como futbolista en el FCM Aubervilliers, tras tres años se marchó a la disciplina del Paris Saint-Germain F. C. Finalmente hizo su debut con el primer equipo el 6 de agosto de 2022 en la Ligue 1 contra el Clermont Foot 63, sustituyendo a Marco Verratti en el minuto 82, partido que finalizó con un resultado de 0-5 a favor del conjunto parisino tras los goles de Marquinhos, Neymar, Achraf Hakimi y un doblete de Leo Messi.

## Selección nacional
El abril de 2022 fue convocado por primera vez para representar a la selección sub-17 de Francia en el Campeonato Europeo Sub-17 que ganó y donde fue elegido mejor jugador.
En septiembre de 2023 fue convocado por Thierry Henry en la selección sub-21 de Francia y nombrado capitán.
En noviembre del mismo año fue convocado por Didier Deschamps para la selección absoluta. Debutó y marcó su primer gol el  día 18 ante Gibraltar, convirtiéndose de este modo en el goleador más joven de la historia del combinado francés.

### Participaciones en Eurocopas
| Copa          | Sede     | Resultado   | Partidos | Goles |
| ------------- | -------- | ----------- | -------- | ----- |
| Eurocopa 2024 | Alemania | Semifinales | 0        | 0     |

## Estadísticas

### Clubes
Actualizado al último partido disputado el 17 de agosto de 2025.
| Club                              | Div.          | Temporada     | Liga  | Liga  | Liga   | Copas nacionales | Copas nacionales | Copas nacionales | Copas internacionales | Copas internacionales | Copas internacionales | Total | Total | Total  |
| Club                              | Div.          | Temporada     | Part. | Goles | Asist. | Part.            | Goles            | Asist.           | Part.                 | Goles                 | Asist.                | Part. | Goles | Asist. |
| --------------------------------- | ------------- | ------------- | ----- | ----- | ------ | ---------------- | ---------------- | ---------------- | --------------------- | --------------------- | --------------------- | ----- | ----- | ------ |
| Paris Saint-Germain F. C. Francia | 1.ª           | 2022-23       | 26    | 2     | 0      | 2                | 0                | 0                | 3                     | 0                     | 0                     | 31    | 2     | 0      |
| Paris Saint-Germain F. C. Francia | 1.ª           | 2023-24       | 26    | 2     | 3      | 6                | 0                | 1                | 11                    | 1                     | 3                     | 43    | 3     | 7      |
| Paris Saint-Germain F. C. Francia | 1.ª           | 2024-25       | 29    | 1     | 2      | 6                | 1                | 0                | 20                    | 1                     | 0                     | 55    | 3     | 2      |
| Paris Saint-Germain F. C. Francia | 1.ª           | 2025-26       | 1     | 0     | 0      | -                | -                | -                | 1                     | 0                     | 0                     | 2     | 0     | 0      |
| Paris Saint-Germain F. C. Francia | Total club    | Total club    | 82    | 5     | 5      | 14               | 1                | 1                | 35                    | 2                     | 3                     | 131   | 8     | 9      |
| Total carrera                     | Total carrera | Total carrera | 82    | 5     | 5      | 14               | 1                | 1                | 35                    | 2                     | 3                     | 131   | 8     | 9      |

## Palmarés

### Títulos nacionales
| Título               | Club                      | País    | Año  |
| -------------------- | ------------------------- | ------- | ---- |
| Ligue 1              | Paris Saint-Germain F. C. | Francia | 2023 |
| Supercopa de Francia | Paris Saint-Germain F. C. | Francia | 2023 |
| Ligue 1              | Paris Saint-Germain F. C. | Francia | 2024 |
| Copa de Francia      | Paris Saint-Germain F. C. | Francia | 2024 |
| Supercopa de Francia | Paris Saint-Germain F. C. | Francia | 2024 |
| Ligue 1              | Paris Saint-Germain F. C. | Francia | 2025 |
| Copa de Francia      | Paris Saint-Germain F. C. | Francia | 2025 |

### Títulos internacionales
| Título                       | Club                      | Sede   | Año  |
| ---------------------------- | ------------------------- | ------ | ---- |
| Liga de Campeones de la UEFA | Paris Saint-Germain F. C. | Múnich | 2025 |
| Supercopa de la UEFA         | Paris Saint-Germain F. C. | Údine  | 2025 |